# Toyota Corolla E10
La Toyota Corolla E10 est une compacte produite par Toyota.
Cette première génération d'une longue lignée sort en 1966 au Japon. Elle est proposée en 2 portes, en 4 portes ou en break. 
En 1968, une version Sprinter, coupé à 2 portes, complète la gamme. 
Pour sa dernière année en 1969, la première génération de Corolla troque son 1,1 litre de 60 ch pour un 1,2 litre de 77 ch permettant d'augmenter la vitesse de pointe de 20 km/h.
La Toyota Corolla E10 se veut pratique et fonctionnelle. C'est une voiture à modèle simple, qui a connu un grand succès dans les années 1966 à 1970. Elle a été fabriquée à Takaoka, Japon. Assemblage en Australie à Port Melbourne et en Malaisie à partir de juillet 1968. Plusieurs modèles de ce véhicule a été lancé sur le marché de l'automobile : la Corolla E1 berline (estimé à 859 000 exemplaires), la Toyota Corolla E1 break et la Toyota Corolla E1 coupé.